# Paysage linguistique
 (novembre 2022).

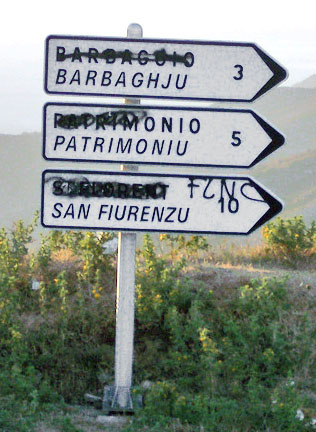
Revendication identitaire dans le paysage linguistique, en Corse.

Le paysage linguistique d'un territoire est formé par le langage des panneaux de signalisation, des voies publiques, des affiches et autres inscriptions présentes dans les espaces publics. Les langues utilisées véhiculent une signification sociolinguistique, et sont les marqueurs de l'identité d'un territoire. Les langues utilisées par les pouvoirs publics et celles utilisées par la population peuvent donc être en opposition dans le paysage.
Utilisée dans le contexte des études linguistiques, l'expression peut également désigner l'état (nombre de locuteurs, utilisation) de différentes langues sur un territoire donné.

## Épistémologie
Le concept a émergé dans les années 1990 au Québec.

## Exemples

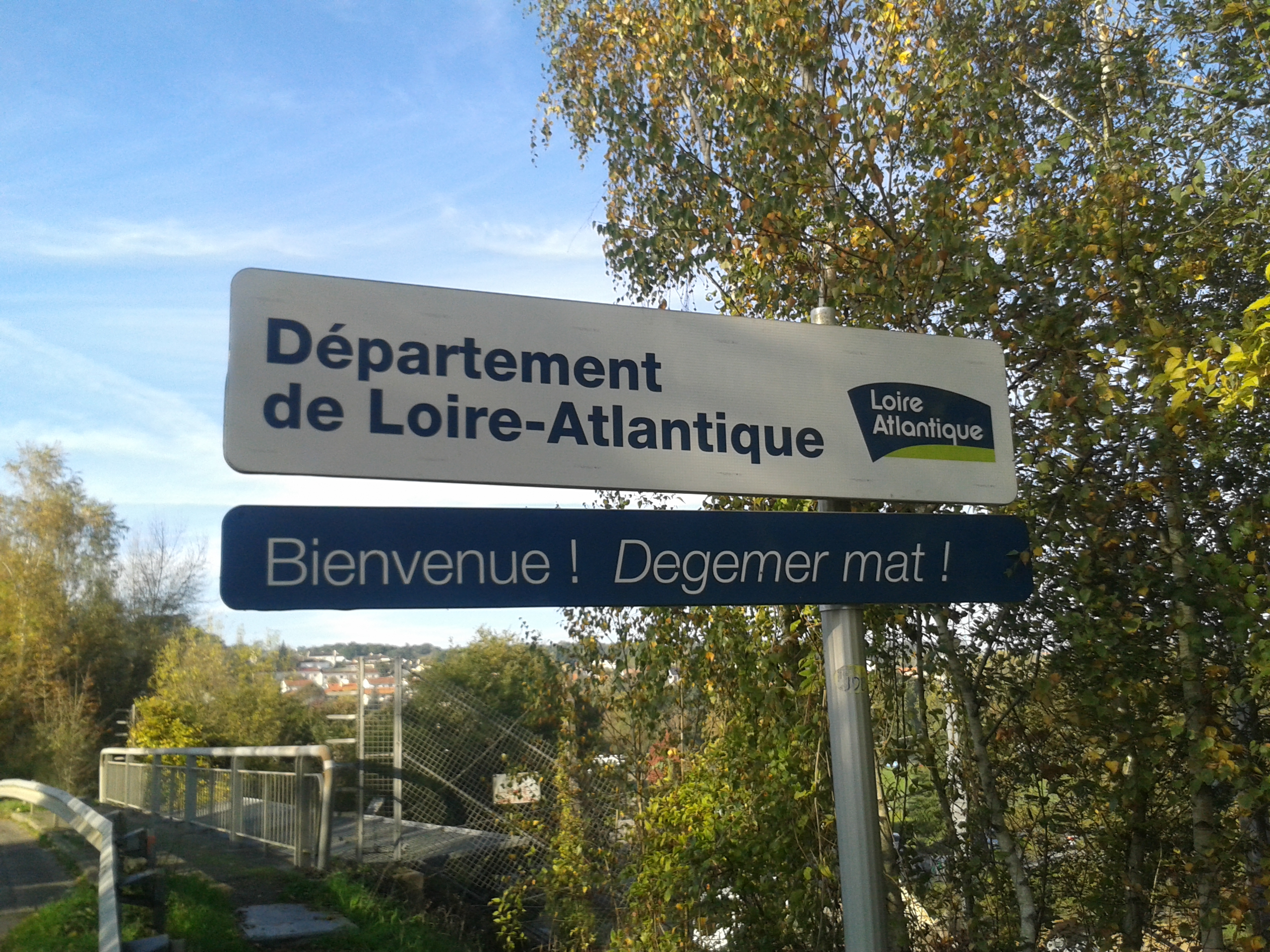
Panneau bilingue français-breton marquant l'entrée dans le département de Loire-Atlantique.